# Apanteles baoris
Apanteles baoris är en stekelart som beskrevs av Wilkinson 1930. Apanteles baoris ingår i släktet Apanteles och familjen bracksteklar. Inga underarter finns listade i Catalogue of Life.